# 진주교육대학교 부설초등학교
진주교육대학교 부설초등학교는 대한민국 경상남도 진주시에 있는 국립 초등학교다.

## 학교 연혁
- 1940년 5월 1일 진주사범심상소학교 설립
- 1941년 3월 22일 제1회 졸업식 거행.
- 1945년 9월 24일 진주사범학교 부속국민학교로 개칭
- 1964년 3월 8일 진주교육대학교 부설초등학교 개교
- 1969년 두류 어린이 창간.
- 1976년 12월 17일 교가 제정.
- 1977년 2월 1일 신입생 무시험 선발 실시.
- 1979년 교단지 창간.
- 1980년 8월 18일 급식소 준공.
- 1995년 9월 학교운영위원회 조직.
- 1996년 10월 19일 꿈의 집 준공.